# Heppiella
Heppiella es un género con 4 especies de plantas herbáceas  perteneciente a la familia Gesneriaceae.

## Descripción
Son  pequeñas plantas herbáceas, perennes,  litófitas o (raramente ) epífitas ,  rizomatosas , ± sufrutices . Las hojas son opuestas , a veces en verticilos de 3 , membranosas, glandulares peludas. Las inflorescencias en cimas axilares con o sin pedúnculo , a veces una terminal o reducida a flores simples . Sépalos generalmente corto, ± iguales. Corola rojo, tubulares, rectas. El fruto es una cápsula seca , con dehiscencia loculicida bivalva.

## Distribución y hábitat
Se distribuyen desde  Perú al occidente de Venezuela. Por lo general crecen en las rocas húmedas, cubiertas de musgo , rara vez epífitas en la base de los árboles.

## Etimología
El  género fue nombrado en honor de Johann Adam Philipp Hepp (1797-1867) , médico y reconocido liquenólogo de Suiza .

## Especies
| - Heppiella ampla - Heppiella atrosanguinea - Heppiella cordata - Heppiella corymbosa - Heppiella cubensis - Heppiella grandifolia - Heppiella guazumaefolia - Heppiella guazumifolia - Heppiella karsteniana - Heppiella naegelioides - Heppiella ovata - Heppiella parviflora | - Heppiella pauciflora - Heppiella repens - Heppiella rosea - Heppiella rupincola - Heppiella scandens - Heppiella stenocalyx - Heppiella trianae - Heppiella trianac - Heppiella ulmifolia - Heppiella verticillata - Heppiella viscida - Heppiella warszewiczii |